# Britische GT-Meisterschaft
Die Britische GT-Meisterschaft (zuvor BRDC GT Championship und Avon Tyres British GT Championship) ist eine Motorsportrennserie für Gran-Turismo-Fahrzeuge der Gruppe GT3 und GT4. Sie wurde 1993 von dem British Racing Drivers Club gegründet, und bis 2015 unter den Namen „BRDC GT Championship“ ausgetragen. Zurzeit wird die Serie von der SRO organisiert. Die Serie wird hauptsächlich in Großbritannien ausgetragen, ausgewählte Rennen können aber auch im restlichen Europa stattfinden.

## Meister

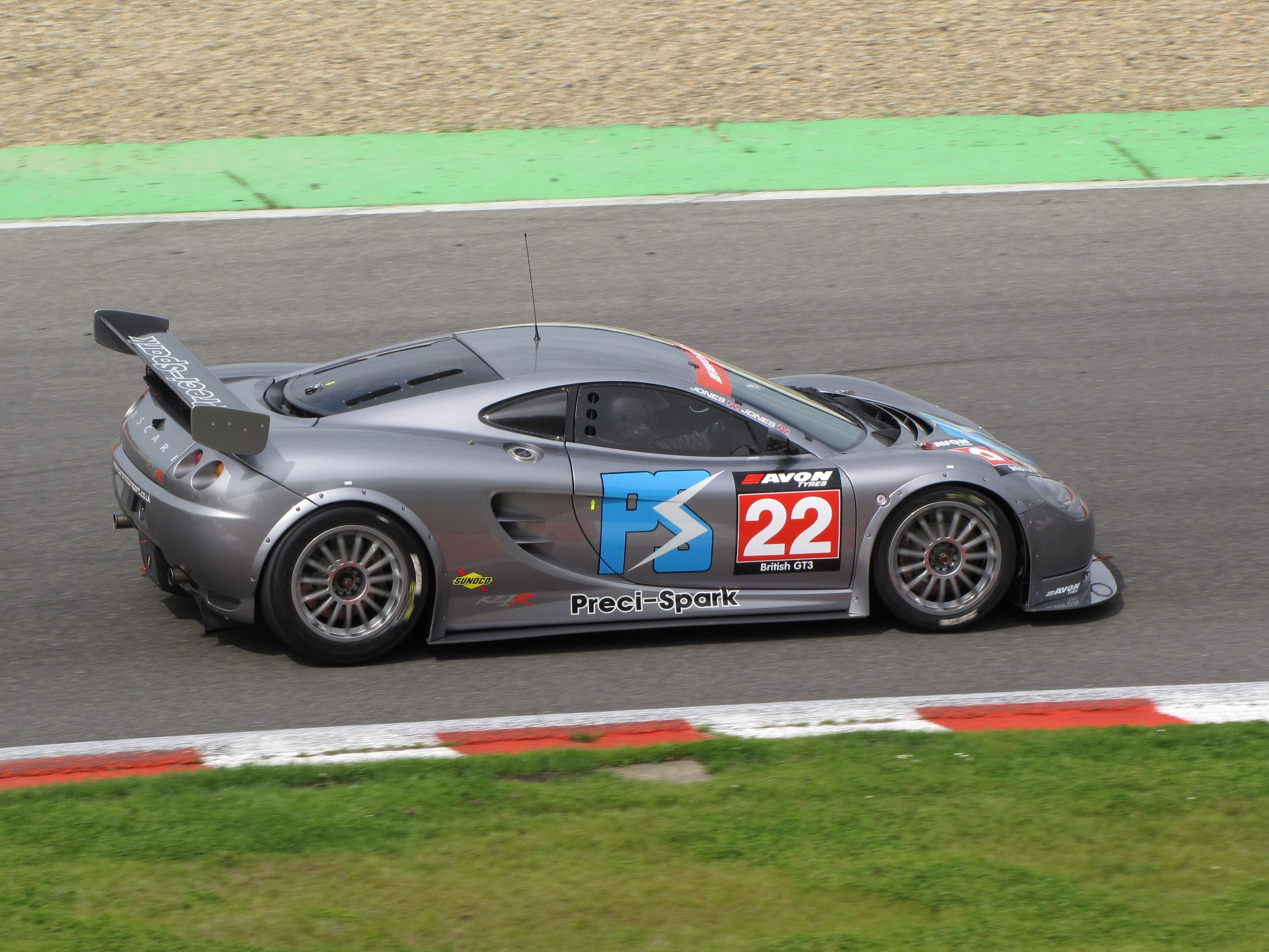
Der Ascari KZ1-R, Meisterauto der Saison 2009 in der GT3-Klasse

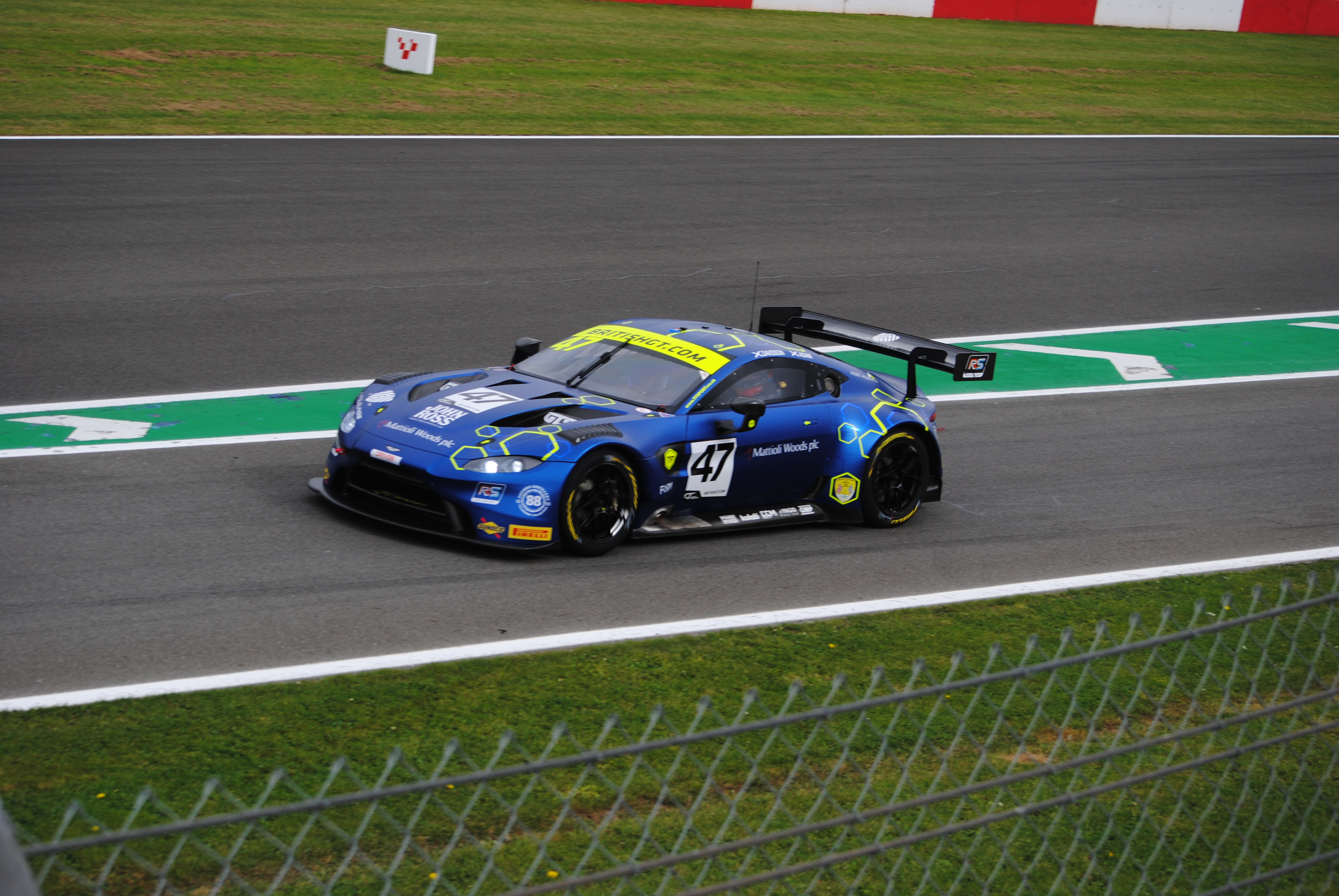
GT3 Meisterauto 2019: Aston Martin V8 Vantage GT3 von Jonathan Adam & Graham Davidson

| Jahr | Klasse | Meister                             | Fahrzeug                                      |
| ---- | ------ | ----------------------------------- | --------------------------------------------- |
| 1993 | A      | Charlie Cox                         | Ford Escort RS Cosworth                       |
| 1993 | B      | Nigel Barrett                       | Porsche 911 Carrera SC                        |
| 1993 | C      | John Greasley                       | Porsche 935 Replica                           |
| 1993 | D      | Thorkild Thyrring                   | Lotus Esprit S300                             |
| 1994 | A      | Ross Hyett                          | Porsche 935 Replica                           |
| 1994 | B      | Thorkild Thyrring                   | Lotus Esprit S300                             |
| 1994 | C      | Nigel Barrett                       | Porsche 911 Carrera SC Porsche 911 Carrera RS |
| 1995 | GT1    | Thorkild Thyrring                   | De Tomaso Pantera                             |
| 1995 | GT2    | Chris Hodgetts                      | Marcos LM600                                  |
| 1996 | GT1    | Ian Flux Jake Ulrich                | McLaren F1 GTR                                |
| 1996 | GT2    | David Warnock Robert Schirle        | Marcos LM600                                  |
| 1996 | GT3    | Ken Thompson                        | Darrian T90                                   |
| 1997 | GT1    | John Morrison John Greasley         | Porsche 911 GT1                               |
| 1997 | GT2    | Steve O’Rourke Tim Sugden           | Porsche 911 GT2                               |
| 1997 | GT3    | Simon Tate                          | Marcos LM500                                  |
| 1998 | GT1    | Steve O’Rourke Tim Sugden           | McLaren F1 GTR                                |
| 1998 | GT2    | Kurt Luby Richard Dean              | Chrysler Viper GTS-R                          |
| 1999 | GT1    | Julian Bailey Jamie Campbell-Walter | Lister Storm GTL                              |
| 1999 | GT2    | David Warnock                       | Porsche 911 GT2 Lister Storm                  |
| 2000 | GT     | Calum Lockie                        | Marcos LM600                                  |
| 2000 | GTO    | Mark Sumpter                        | Porsche 911 GT3-R                             |
| 2001 | GT     | David Warnock Mike Jordan           | Lister Storm GT                               |
| 2001 | GTO    | Kelvin Burt Marino Franchitti       | Porsche 911 GT3-RS                            |
| 2002 | GT     | Ian McKellar Thomas Erdos           | Saleen S7R                                    |
| 2002 | GTO    | Jamie Davies                        | Ferrari 360 N-GT                              |
| 2003 | GTO    | Tom Herridge                        | Mosler MT900R                                 |
| 2003 | GT Cup | Matt Griffin Patrick Pearce         | Porsche 911 GT3 Cup                           |
| 2004 | N-GT   | Jonny Cocker                        | Porsche 911 GT3-RSR                           |
| 2004 | GT Cup | Ni Amorim Adam Wilcox               | Ferrari 360 Challenge                         |
| 2005 | GT2    | Andrew Kirkaldy Nathan Kinch        | Ferrari 360 GTC                               |
| 2005 | GT3    | Dimitris Deverikos Piers Masarati   | Porsche 911 GT3 Cup                           |
| 2006 | GT2    | Chris Niarchos Tim Mullen           | Ferrari F430 GT2                              |
| 2006 | GT3    | Leo Machitski                       | Aston Martin DBRS9                            |
| 2006 | GTC    | Matt Allison Jonny Lang             | Porsche 911 GT3 Cup                           |
| 2007 | GT3    | Bradley Ellis Alex Mortimer         | Dodge Viper Competition Coupe                 |
| 2007 | GTC    | Jamie Smyth Graeme Mundy            | Porsche 911 GT3 Cup                           |
| 2008 | GT3    | James Gornall Jon Barnes            | Dodge Viper Competition Coupe                 |
| 2008 | GT4    | Matt Nicoll-Jones Stewart Linn      | Ginetta G50                                   |
| 2009 | GT3    | David Jones Godfrey Jones           | Ascari KZ1-R                                  |
| 2009 | GT4    | Jody Firth                          | Ginetta G50                                   |
| 2009 | SS     | Marcus Clutton Phil Keen            | KTM X-Bow                                     |
| 2010 | GT3    | David Ashburn                       | Porsche 997 GT3 R                             |
| 2010 | GT4    | Christian Dick Jamie Stanley        | Ginetta G50                                   |
| 2011 | GT3    | Glynn Geddie Jim Geddie             | Ferrari 430 Scuderia GT3 Ferrari 458 Italia   |
| 2011 | GT4    | Peter Belshaw Marcus Clutton        | KTM X-Bow                                     |
| 2012 | GT3    | Daniele Perfetti Michael Caine      | Porsche 997 GT3-R                             |
| 2012 | GT4    | Jody Fannin Warren Hughes           | Ginetta G50                                   |
| 2012 | GTC    | Gary Eastwood Ryan Hooker           | Ferrari 458 Challenge                         |
| 2013 | GT3    | Andrew Howard                       | Aston Martin V12 Vantage GT3                  |
| 2013 | GT4    | Rick Parfitt junior Ryan Ratcliffe  | Ginetta G50                                   |
| 2013 | GTC    | Andy Schulz Paul Bailey             | Ferrari 458 Challenge                         |
| 2014 | GT3    | Marco Attard                        | BMW Z4 GT3                                    |
| 2014 | GT4    | Jake Giddings Ross Wylie            | Aston Martin V8 Vantage GT4                   |
| 2015 | GT3    | Andrew Howard Jonny Adam            | Aston Martin V12 Vantage GT3                  |
| 2015 | GT4    | Jamie Chadwick Ross Gunn            | Aston Martin V8 Vantage GT4                   |
| 2016 | GT3    | Derek Johnston Jonny Adam           | Aston Martin V12 Vantage GT3                  |
| 2016 | GT4    | Graham Johnson Mike Robinson        | Ginetta G55 GT4                               |
| 2017 | GT3    | Rick Parfitt junior Seb Morris      | Bentley Continental GT3                       |
| 2017 | GT4    | Stuart Middleton William Tregurtha  | Ginetta G55 GT4                               |
| 2018 | GT3    | Jonathan Adam Flick Haigh           | Aston Martin V12 Vantage GT3                  |
| 2018 | GT4    | Jack Mitchell                       | BMW M4 GT4                                    |
| 2019 | GT3    | Jonathan Adam Graham Davidson       | Aston Martin V12 Vantage GT3                  |
| 2019 | GT4    | Tom Canning Ashley Hand             | Aston Martin V12 Vantage GT4                  |
| 2020 | GT3    | Rob Collard Sandy Mitchell          | Lamborghini Huracán GT3 Evo                   |
| 2020 | GT4    | Jamie Caroline Daniel Vaughan       | Aston Martin Vantage AMR GT4                  |
| 2021 | GT3    | Leo Machitski Dennis Lind           | Lamborghini Huracán GT3 Evo                   |
| 2021 | GT4    | Will Burns Gus Burton               | BMW M4 GT4                                    |
| 2022 | GT3    | Ian Loggie                          | Mercedes-AMG GT3                              |
| 2022 | GT4    | Richard Williams Sennan Fielding    | Audi R8 LMS GT4                               |
| 2023 | GT3    | Darren Leung Dan Harper             | BMW M4 GT3                                    |
| 2023 | GT4    | Matt Cowley Erik Evans              | Ford Mustang GT4                              |